# Allen R. Schindler, Jr.
Allen R. Schindler, Jr. (Chicago Heights, 13 de dezembro de 1969 — Sasebo, 27 de outubro de  1992) foi um militar estadunidense. Era um especialista em telecomunicações das forças armadas Norte Americanas vitima de um assassinato homofóbico. Ele foi morto dentro de um banheiro publico em Sasebo, Nagasaki, Japão por seu colega de navio Terry M. Helvey, agindo em  cumplicidade com Charles Vins; em um crime que a revista Esquire classificou de "selvagem e brutal". O caso se tornou parte rotineira nos debates a respeito da homossexualidade no meio militar, tendo culminado com política americana de "Don't ask, don't tell".

## Biografia
Allen nasceu em nasceu em Chicago Heights, em 1969 em uma família com tradição militar. Servia como oficial de telecomunicações em uma embarcação anfíbia norte-americana no Japão.
De acordo com seus amigos, Schindler se queixou diversas vezes com seus superiores a respeito das perseguições que sofria por ser gay. As denúncias ocorreram entre março e abril de 1992, em ocasiões que diversas vezes apareciam mensagens nas portas com frases como "Existe uma bicha nesse navio e ele deveria morrer". Schindler iniciou seu processo para deixar a Marinha, mas seus superiores insistiram para que ele ficasse no navio até o processo terminasse. Pensado que estava seguro, Schindler seguiu o conselho dos seus superiores e continuou servindo na mesma base militar.
Enquanto estava na viagem de San Diego, California para Sasebo, Nagasaki, o navio fez uma parada em Pearl Harbor, Hawaii. Na doravante viagem ao Japão, Schindler realizou um teste não autorizado pelo rádio, teste esse que foi captado por grande parte dos navios americanos no pacifico. A mensagem transmitida era “Too cute to be straight” (muito bonito para ser hétero). Quando ele compareceu a uma sindicância realizada pelo capitão do navio, ele afirmou que a mensagem não era para ser aberta, embora cerca de duzentas a trezentas pessoas que estavam na escuta a ouviram. Schindler foi colocado em observação e foi proibido de deixar o navio até os dias anteriores ao seu assassinato.

## Morte
O aspirante de aviador Terry M. Helvey, que era membro de um dos departamentos do navio, assassinou Schindler em um banheiro de um parque publico quando o navio ancorou em Nagasaki. O corpo de Schindler foi deixado no chão do banheiro até que foi encontrado por uma patrulha policial. Schindler possuía cerca de "quatro lesões fatais na cabeça, peito, e abdômen, sendo que " sua cabeça fora esmagada, suas costelas quebradas, seus pênis arrancado fora, e possuía uma "série de marcas de sapatos ao longo do peito", tendo todos os órgãos vitais do seu corpo "arrebentados", deixando o corpo quase que irreconhecível. sendo que ele só pode ser identificado devido a tatuagem em seu braço.

## Investigação
A Marinha foi negligente para com as informações dos detalhes da morte, tanto para a mídia quanto para a  família da vitima, especialmente com a mãe de Schindler, Dorothy Hajdys." Após o assassinato, a Marinha negou que ele estava sendo alvo de perseguições e recusou-se a falar publicamente sobre o caso tendo proibido que a polícia japonesa comentasse qualquer informação com a imprensa.
Antes da patrulha policial ser chamada, uma testemunha encontrou o corpo de Schindler e o tirou do banheiro, chamando depois uma equipe médica de Sasebo, que já encontrou o militar morto. O medico legista comparou os ferimentos de Schindler com os de uma vitima atropelada por um cavalo, afirmando depois que na verdade os danos "eram piores que um pisoteamento de cavalo, adequando-se mais ao atropelamento de um carro em alta velocidade."
No velório em Chicago, a mãe e a irmã só puderam identificar Schindler pela tatuagem, pois seu rosto estava desfigurado.

## Julgamento
Durante o julgamento, Helvey negou que havia matado Schindler porque ele era gay, afirmando, "Eu não o ataquei porque ele era homossexual", mas as evidências apresentadas pelo investigador da Marinha, Kennon F. Privette, retiradas de um interrogatório de Helvey no dia seguinte ao crime mostravam o contrario.  "Ele disse que odiava homossexuais. Ele tinha nojo deles," Afirmou Privette. Sobre matar Schindler, Privette contou que Helvey havia dito: "Eu não me arrependo. Eu faria tudo de novo... Ele mereceu.” 
| “ | Em um acordo autorizado pela corte, após se declarar em infringir "danos graves ao corpo da vitima," a pena máxima é a prisão perpétua, pois se fosse mantida a acusação original, ele seria condenado à morte. | ” |

Após o julgamento, Helvey foi condenado por assassinato, e o capitão do navio que não tomou providencias a respeito das perseguições foi rebaixado de posto e transferido para a Florida. Atualmente Helvey esta cumprindo prisão perpétua no Centro Militar de detenção United States Disciplinary Barracks, em Fort Leavenworth, no Kansas. Todos os anos, Helvey tem uma audiência onde tenta conseguir o perdão na justiça. O cúmplice de  Helvey, Charles Vins, foi condenado por obstrução da justiça e outros crimes menores, tendo cumprido uma pena de 78 dias e foi dispensando desonrosamente da Marinha em seguida.
Em 2010, o então presidente Barack Obama assinou o fim da política de “Don't ask, don't tell”, que permitia que homossexuais servissem nas Forças Armadas apenas se não admitissem a sua homossexualidade.

## Cinema
Os eventos da morte de Schindler foram inspiração para um episódio da serie 20/20 e foi retratado no filme para TV de 1997 chamado Any Mother's Son. Em 1998, Any Mother's Son ganhou a  GLAAD Media Awards de melhor filme feito para TV.